# Szymon Jaroszewski
Szymon Jaroszewski (ur. 28 października 1890 w Warszawie, zm. 25 czerwca 1942 w Auschwitz) – pułkownik pożarnictwa.

## Życiorys
Syn Stanisława i Anastazji z Ukińskich. Brat Szymona Longin Jaroszewski (1897–1978) był również związany ze Strażą Pożarną. W 1905 rozpoczął naukę w Średniej Szkole Mechaniczno-Technicznej M. Mittego w Warszawie. W latach 1906–1907 działał w szeregach Polskiego Towarzystwa Gimnastycznego „Sokół”. Od 1908 przebywał we Francji, gdzie studiował na uniwersytecie w Nancy. W 1912 wstąpił w szeregi Polskich Drużyn Strzeleckich. W 1919 ochotniczo zaciągnął się do Wojska Polskiego. Pełnił służbę najpierw w 28, a następnie w 29 pułku Strzelców Kaniowskich. Za odwagę wykazaną podczas walk awansowany do stopnia podporucznika oraz odznaczony Krzyżem Walecznych.

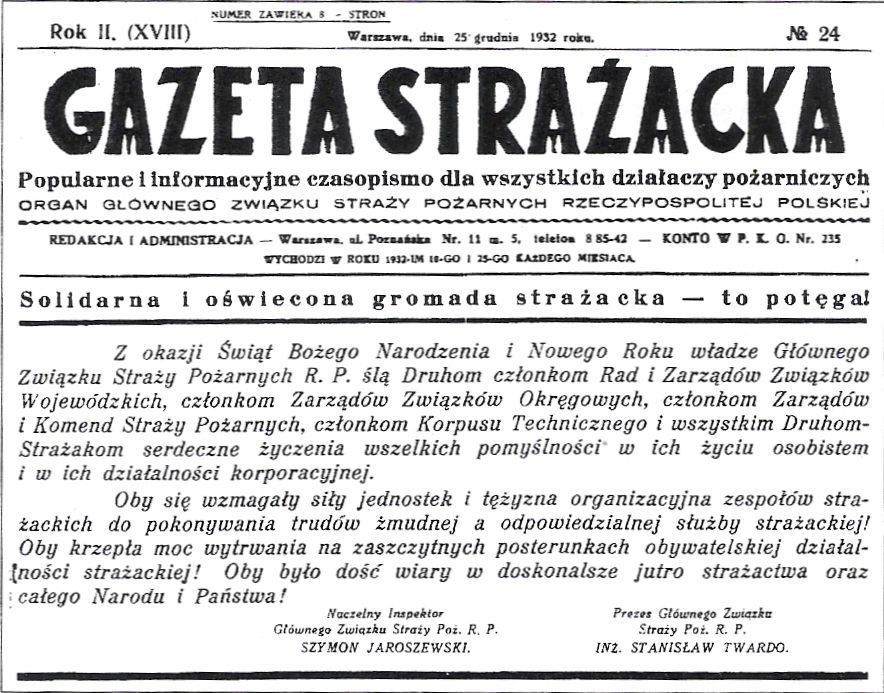
„Gazeta Strażacka” 25 grudnia 1932, nr 24

Od 1921 związany z pożarnictwem. W 1925 pełnił funkcję instruktora pożarnictwa w pow. Radomsko. W 1926 mianowany inspektorem Związku Straży Pożarnych w woj. nowogródzkim. W 1929 został powołany na stanowisko naczelnego inspektora Związku Straży Pożarnych Rzeczypospolitej Polskiej.
Po wybuchu II wojny światowej należał do grona założycieli Strażackiego Ruchu Oporu „Skała”. W grudniu 1939 został mianowany II szefem sztabu tej organizacji. 4 czerwca 1940 aresztowany przez Gestapo i osadzony na Pawiaku, skąd 14 sierpnia tego roku wywieziony do niemieckiego obozu koncentracyjnego KL Auschwitz (numer obozowy 2821) i tam zamordowany.
Był żonaty z Walerią Włodarczyk z Cukiertów (1989–1966).

## Ordery i odznaczenia
- Krzyż Kawalerski Orderu Odrodzenia Polski (10 listopada 1928)[5]
- Krzyż Walecznych
- Złoty Krzyż Zasługi (9 listopada 1932)[6]
- Medal Niepodległości (21 kwietnia 1937)[7]
- Medal Pamiątkowy za Wojnę 1918–1921
- Medal Dziesięciolecia Odzyskanej Niepodległości